# シジミ
シジミ（蜆）は、二枚貝綱異歯亜綱シジミ科 (Cyrenidae) に分類される二枚貝の総称。淡水域や汽水域に生息する小型の二枚貝である。通常目にする二枚貝のうちでは小型なので「縮み」が転じて名づけられたとする説がある。
従来使用されてきた学名CorbiculidaeはCyrenidae Gray, 1847のシノニムとされる。

## 種類
日本本土の在来種としては、汽水性のヤマトシジミと淡水性のマシジミ、セタシジミの計3種が生息し、大きさはどれも2-3cm程度である。また、琉球列島には汽水性で10cmの大きさに及ぶマングローブシジミ属（ヒルギシジミ属） (Geloina) なども生息する。しかし、20世紀末期以降、中国や台湾を中心とした東アジアの淡水域に生息するタイワンシジミ類が外来し繁殖するようになり、場所によっては非常な高密度で生息し、在来種のマシジミの存続を危ぶませるなどの問題も起こるようになった。
- ヤマトシジミ Corbicula japonica 日本の北海道から九州のほぼ全国の汽水の砂泥底に生息し雌雄異体で卵生。殻の内面は、白紫色。ロシア極東、朝鮮半島にも分布。

- マシジミ Corbicula leana （岩手県北上川水系以南の本州から九州の淡水）の砂礫底や砂底に生息し雌雄同体で卵胎生で雄性発生をするが、繁殖様式は十分に解明されていない。殻の内面は、紫色。平均水温19℃程度以上で繁殖し、繁殖期間は4月から10月。朝鮮半島（漢江、洛東江）にも分布する。

- セタシジミ Corbicula sandai 琵琶湖固有種。水深10m程度までの砂礫底や砂泥底に生息し、寿命は7年から8年程度とされている。雌雄異体で卵生。殻の内面は、濃紫色。漁業調整規則による制限殻長は15mm。減少した資源回復のため滋賀県は、捕獲の体長制限と種苗放流を主とした琵琶湖セタシジミ資源回復計画を策定し[4]回復に努めている。

シジミ科に近縁なマメシジミ科（数mm程度）や、近縁ではないが見かけが似るドブシジミ科（1cm程度）が広く分布するが、小型であるために目立たず、利用もされない。

## 分類
シジミ科と近縁の二枚貝類の分岐図の一例を略記する。
|  | Glauconomidae ハナグモリ科（潮間帯泥底）                                                                                                |
|  | |
|  | \| \| Cyrenoididae 西アフリカ・中央アメリカ両岸産[5][8]（汽水・淡水） \| \| \| \| \| \| Cyrenidae シジミ科[9]（汽水・淡水） \| \| \| \| |
|  | |
|  | Cyrenoididae 西アフリカ・中央アメリカ両岸産（汽水・淡水）                                                                               |
|  | |
|  | Cyrenidae シジミ科（汽水・淡水） |
|  | |

|  | Cyrenoididae 西アフリカ・中央アメリカ両岸産（汽水・淡水） |
|  |                                                           |
|  | Cyrenidae シジミ科（汽水・淡水）                          |
|  |                                                           |

|  | Veneridae マルスダレガイ科―アサリ、ハマグリなど |
|  |                                                 |
|  | Chamidae キクザル科                             |
|  |                                                 |

|  | Glauconomidae ハナグモリ科（潮間帯泥底）                                                                                                |
|  | |
|  | \| \| Cyrenoididae 西アフリカ・中央アメリカ両岸産[5][8]（汽水・淡水） \| \| \| \| \| \| Cyrenidae シジミ科[9]（汽水・淡水） \| \| \| \| |
|  | |
|  | Cyrenoididae 西アフリカ・中央アメリカ両岸産（汽水・淡水）                                                                               |
|  | |
|  | Cyrenidae シジミ科（汽水・淡水） |
|  | |

|  | Cyrenoididae 西アフリカ・中央アメリカ両岸産（汽水・淡水） |
|  |                                                           |
|  | Cyrenidae シジミ科（汽水・淡水）                          |
|  |                                                           |

|  | Veneridae マルスダレガイ科―アサリ、ハマグリなど |
|  |                                                 |
|  | Chamidae キクザル科                             |
|  |                                                 |

|  | Glauconomidae ハナグモリ科（潮間帯泥底）                                                                                                |
|  | |
|  | \| \| Cyrenoididae 西アフリカ・中央アメリカ両岸産[5][8]（汽水・淡水） \| \| \| \| \| \| Cyrenidae シジミ科[9]（汽水・淡水） \| \| \| \| |
|  | |
|  | Cyrenoididae 西アフリカ・中央アメリカ両岸産（汽水・淡水）                                                                               |
|  | |
|  | Cyrenidae シジミ科（汽水・淡水） |
|  | |

|  | Cyrenoididae 西アフリカ・中央アメリカ両岸産（汽水・淡水） |
|  |                                                           |
|  | Cyrenidae シジミ科（汽水・淡水）                          |
|  |                                                           |

|  | Veneridae マルスダレガイ科―アサリ、ハマグリなど |
|  |                                                 |
|  | Chamidae キクザル科                             |
|  |                                                 |

|  | Glauconomidae ハナグモリ科（潮間帯泥底）                                                                                                |
|  | |
|  | \| \| Cyrenoididae 西アフリカ・中央アメリカ両岸産[5][8]（汽水・淡水） \| \| \| \| \| \| Cyrenidae シジミ科[9]（汽水・淡水） \| \| \| \| |
|  | |
|  | Cyrenoididae 西アフリカ・中央アメリカ両岸産（汽水・淡水）                                                                               |
|  | |
|  | Cyrenidae シジミ科（汽水・淡水） |
|  | |

|  | Cyrenoididae 西アフリカ・中央アメリカ両岸産（汽水・淡水） |
|  |                                                           |
|  | Cyrenidae シジミ科（汽水・淡水）                          |
|  |                                                           |

|  | Veneridae マルスダレガイ科―アサリ、ハマグリなど |
|  |                                                 |
|  | Chamidae キクザル科                             |
|  |                                                 |

異歯亜綱の二枚貝類は少なくとも2度淡水域へ進出していて、ドブシジミ科がまず分化した。ユーラシア大陸から分離しはじめた中新世の日本列島は温暖で、マングローブ沼汽水性のシレナシジミ(Geloina)が各地に生息していた。その後海退と海進を繰り返し更新世に日本列島が大陸から分離したのち湖や河川に淡水性の種が取り残され、マシジミ(Corbicula leana)は日本と朝鮮半島の両側に分布、汽水域にはサンダイヤマトシジミが生息した。

## 生活史
汽水性で卵生のヤマトシジミの生活史は海産の貝とほぼ同じで、受精後はトロコフォア幼生、D型幼生、殻頂期、変態期の各期を経て着底する。但し、トロコフォア期およびＤ型幼生期には遊泳しない。浮遊幼生での種の同定は困難であるが、着底後の稚貝では区別できる。一方淡水生のマシジミでは、夏季19℃以上になると数万個の自家受精済みの卵を排出し、2日以内にD型幼生となり遊泳はしない。また卵のうちの数千個は親貝の中にとどまり、1カ月近くかけて少しずつ幼生が排出される。腹側の水管から吸入して鰓で藻類を濾しとって食べ、背側の水管から排水する。寿命は種と環境によるが7～8年から10年以上である。

## 外来種
1980年代以降は、中華人民共和国、大韓民国、ロシアなどから輸入されたタイワンシジミ類 (Corbicula fluminea) も多く、日本国内産と比べて、比較的廉価に販売される。また、これらは日本国内産との識別が難しく、また種の特定も困難なため、産地偽装なども多い。
輸入されたタイワンシジミが野外に逸出したものか、1990年代から日本国内各地で外来のシジミが出現し、在来種との交雑などの懸念が持たれている。また、タイワンシジミが進入した水域では、急速にマシジミが減少することが報告されている。
アメリカ合衆国南西部では1924年までに中国人が食用に持ち込んだとされるタイワンシジミが大量に繁殖し問題になっている。タイワンシジミは1980年代にはライン川に帰化し、ライン・マイン・ドナウ運河を通じてドナウ川にも帰化した。1998年にはすでにエルベ川にも定着している。

## 利用

### 料理

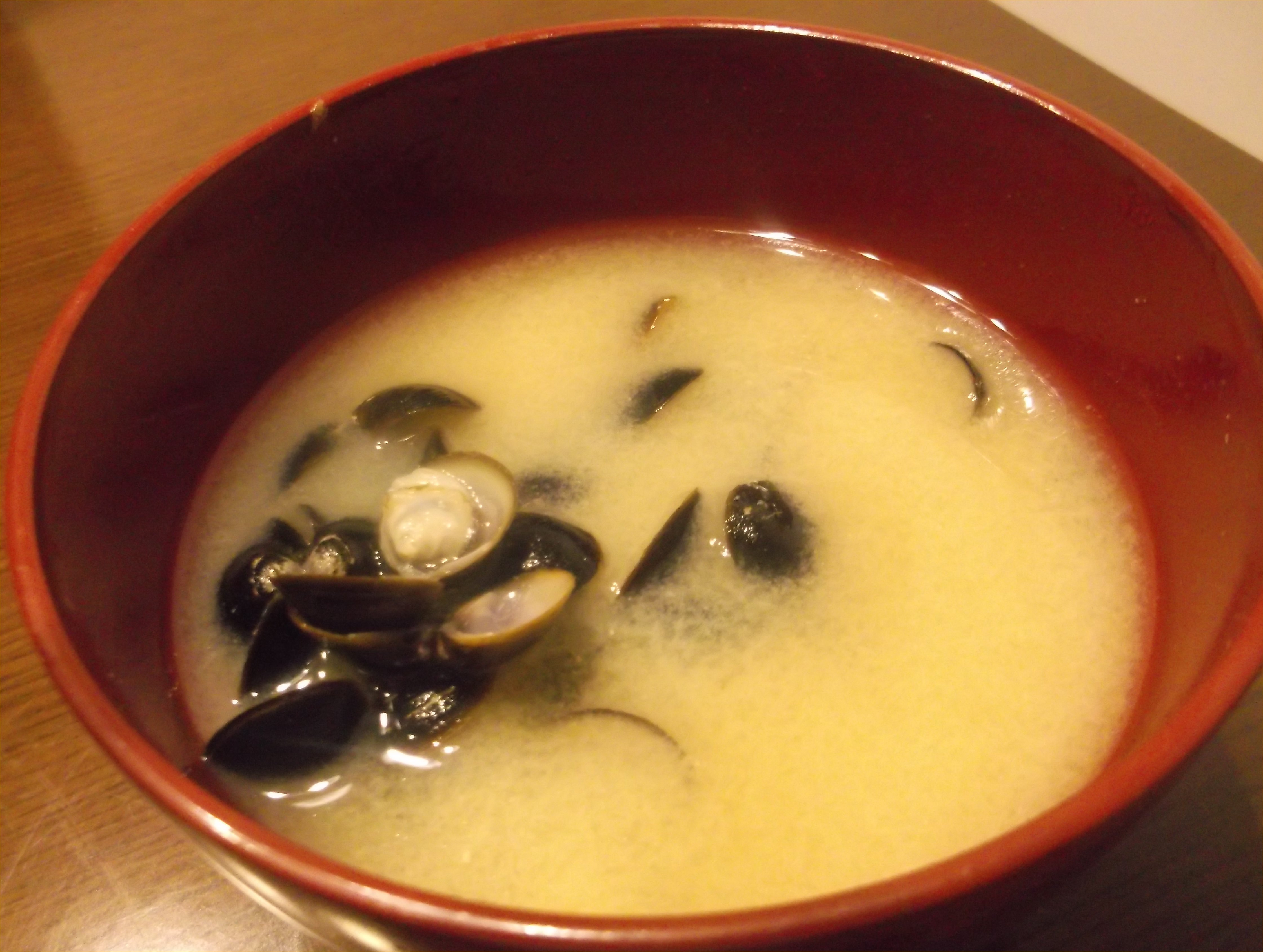
シジミの味噌汁

味噌汁の具に利用される二枚貝としては、アサリと並んで日本人に最も馴染み深いものである。佃煮・時雨煮などにもされる。食味ではセタシジミがもっとも美味とされ、次いで汽水産のヤマトシジミ、マシジミがおいしいとされる。ただし、上記のような種不明の外来種が激増したことにより、これら食用シジミも減少傾向にある。
シジミ汁の白濁はトロポミオシンによるもの。

### 健康食品
オルニチンが肝臓に作用するため、俗に「シジミの味噌汁は二日酔いに効く」と言われているが確証はない。鉄分が多く貧血に良いともされ、更にうま味成分の一種であるコハク酸を豊富に含んでおり、江戸時代の昔より肝臓に良い食材とされている。健康食品として「シジミエキス」なども販売されている。

### 有害性
慢性肝炎、NASH、アルコール性肝障害等を罹患している場合は、肝臓に蓄積する過剰な鉄分が有害性を生じるとの報告があり摂食制限が必要な場合もある。

### 産地
日本国内の市場に出回るシジミのうち、国産として最も一般的なのは主に塩分濃度が1.5%以下（海水は約3.5%前後）の汽水域で採れるヤマトシジミで、有名な産地としては北海道の網走湖・パンケ沼・天塩川中下流域、青森県の十三湖・小川原湖、宮城県の北上川、茨城県の涸沼川・利根川、島根県の宍道湖（宍道湖七珍の一つ）などがある。また琵琶湖に固有のセタシジミも流通する。しかし1980年代以降は国内漁場の環境悪化や価格高騰などにより国内産シジミが減り、それを補うように中国、韓国、北朝鮮、ロシアを原産国とする輸入シジミの市場に占める割合が増えるようになり、2001年（平成13年）には輸入シジミが国産シジミを上回るようになった。輸入シジミには複数種があるが、一見すると同じように見えるため外国産シジミを国産と偽って販売する業者もある。またロシアや朝鮮半島ではヤマトシジミも漁獲されており、外見上で日本産のヤマトシジミと識別するのは困難である。

## 参考画像

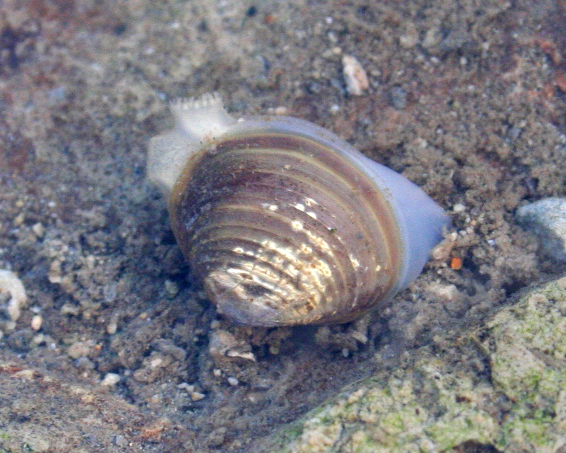
食用にもなるマシジミ
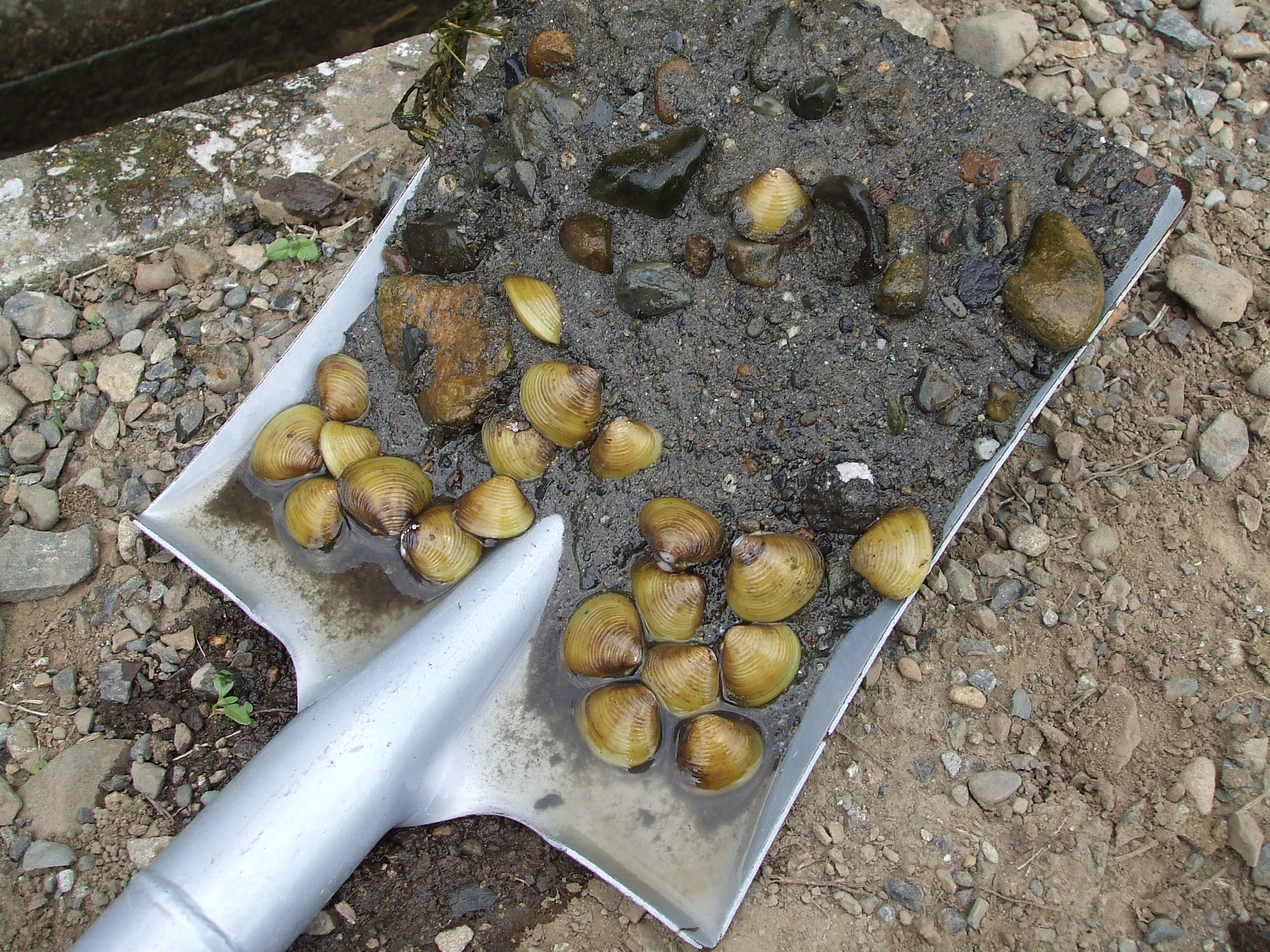
日本国内で増加中の外来シジミ （写真：タイワンシジミ）
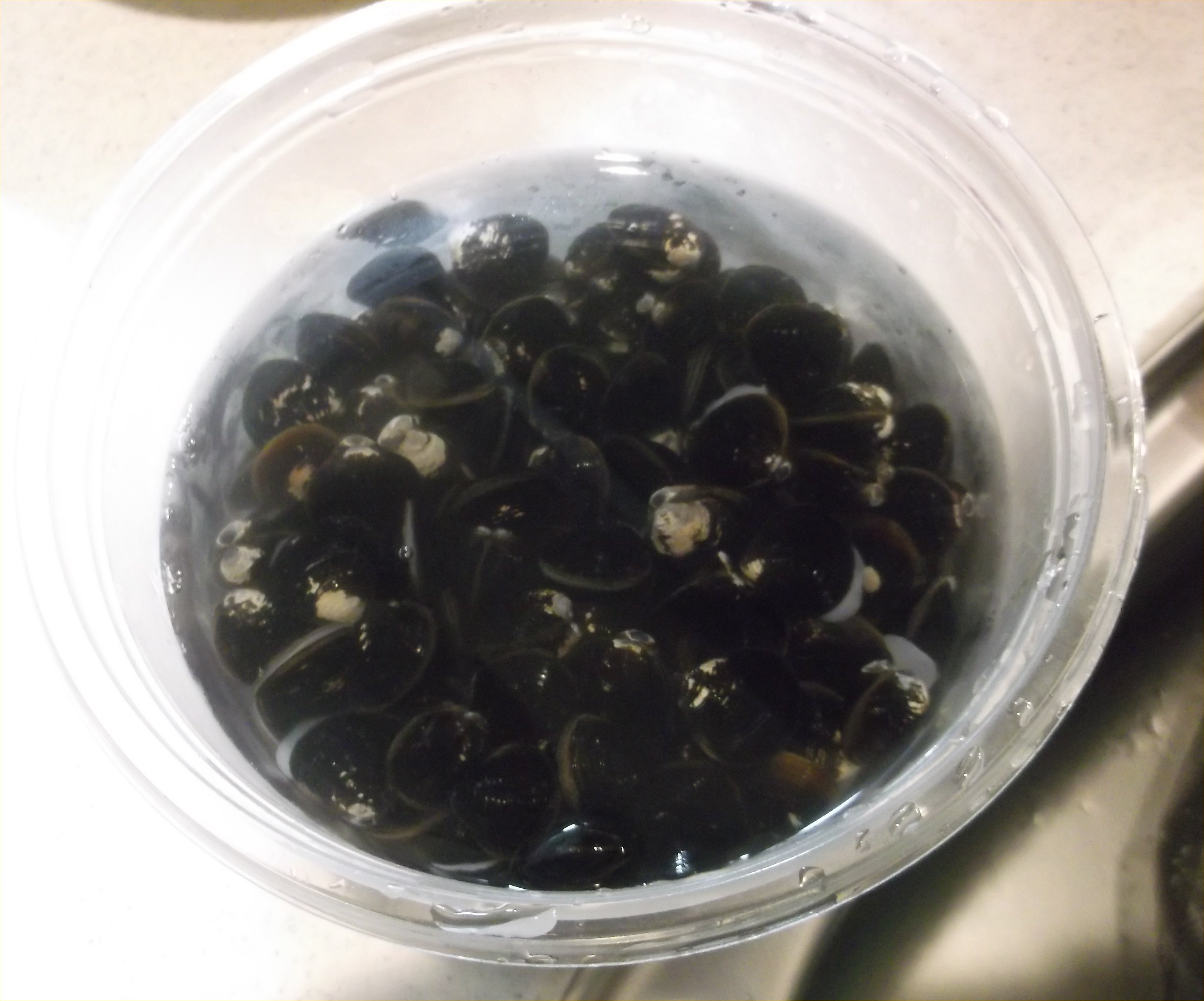
ヤマトシジミ